# Socovesa
Socovesa (acrónimo de Sociedad Constructora de Viviendas Económicas S.A.) es una empresa inmobiliaria y constructora chilena. La compañía desarrolla viviendas y obras habitacionales, edificios corporativos, centros comerciales y oficinas, entre otros. Fue fundada en 1965 y tiene su sede en Santiago.

## Historia
La empresa fue fundada en Temuco en 1965 por Eduardo Gras Díaz con el nombre de Socoviga, cuando creó un pequeño condominio de 16 viviendas de segmento económico. Dos años después se suman nuevos socios y surge el nombre Socovesa. En 1979 se hace el primer proyecto fuera de esa ciudad, en Valdivia. En 1982, en medio de la crisis económica de ese año, las operaciones se trasladaron a Santiago, donde se inició su expansión.
En 2007 se inscribe en la Superintendencia de Valores y Seguros y se constituye como una sociedad anónima abierta.
En la actualidad, Socovesa tiene presencia en la mayor parte de Chile, desde Antofagasta hasta Punta Arenas. Cuenta con filiales en las ciudades más importantes del sector inmobiliario de Chile, específicamente la Regional Valdivia (Valdivia, La Unión, Osorno, Puerto Varas, Puerto Montt, Coyhaique, Punta Arenas), Regional Temuco, Regional Santiago, Almagro (adquirida en 2007) e Inmobiliaria Pilares (fundada en 2008).
Socovesa además cuenta con fundaciones en la firma de ingeniería y construcción Socoicsa.